# Идеалният образ
„Идеалният образ“ (на английски: Picture Perfect) е американска романтична комедия от 1997 г. на режисьора Глен Гордън Карън, сценарият е на Арлийн Соркин, и участват Дженифър Анистън, Джей Мор, Кевин Бейкън, Илеана Дъглас, Олимпия Дукакис и Ан Туоми. Премиерата на филма е на 1 август 1997 г. от „Туентиът Сенчъри Фокс“. Той получава смесени отзиви от критиците и печели 44,3 млн. щ.д. при бюджет от 18 млн. щ.д.